# Granträsklobblen
Granträsklobblen är en sjö i Arvidsjaurs kommun i Lappland och ingår i Åbyälvens huvudavrinningsområde. Sjön har en area på 0,115 kvadratkilometer och ligger 432,2 meter över havet. Sjön avvattnas av vattendraget Granträskån, ett källflöde till Åbyälven

## Delavrinningsområde
Granträsklobblen ingår i det delavrinningsområde (730008-165733) som SMHI kallar för Inloppet i Auktsjaursjön. Medelhöjden är 468 meter över havet och ytan är 68,27 kvadratkilometer. Det finns inga avrinningsområden uppströms utan avrinningsområdet är högsta punkten. Avrinningsområdets utflöde Åbyälven mynnar i havet. Avrinningsområdet består mestadels av skog (75 procent) och sankmarker (20 procent). Avrinningsområdet har 1,49 kvadratkilometer vattenytor vilket ger det en sjöprocent på 2,2 procent.